# Mistrzostwa Azji w Judo 2000
Mistrzostwa Azji w judo rozegrano w Osace w Japonii w dniach 26 – 28 maja 2000 roku, na terenie "Municipal Central Gymnasium".

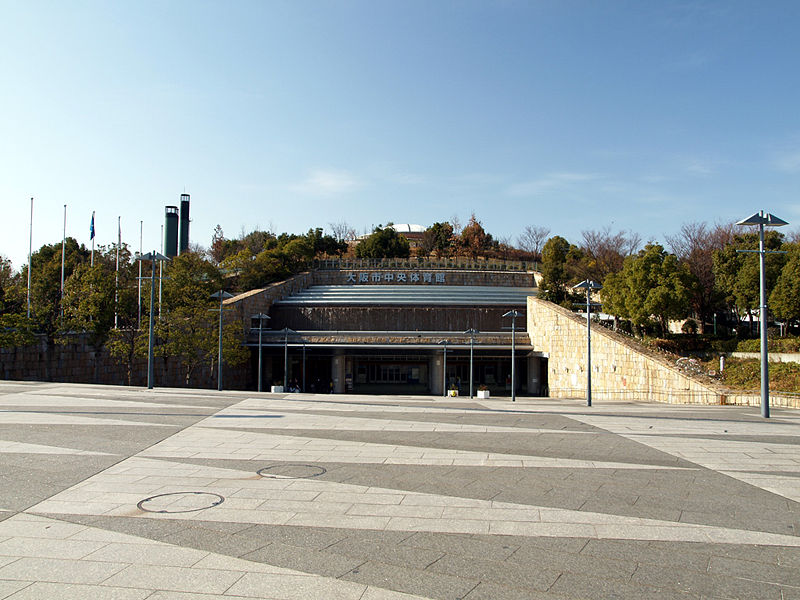
Municipal Gymnasium

## Tabela medalowa
| Poz.  | Państwo          |    |    |    | Łącznie |
| ----- | ---------------- | -- | -- | -- | ------- |
| 1.    | Japonia          | 9  | 2  | 5  | 16      |
| 2.    | Korea Południowa | 3  | 3  | 5  | 11      |
| 3.    | Chiny            | 3  | 2  | 3  | 8       |
| 4.    | Iran             | 1  | 1  | 1  | 3       |
| 5.    | Kazachstan       | 0  | 3  | 2  | 5       |
| 6.    | Mongolia         | 0  | 2  | 4  | 6       |
| 7.    | Uzbekistan       | 0  | 1  | 4  | 5       |
| 8.    | Korea Północna   | 0  | 1  | 2  | 3       |
| 9.    | Kirgistan        | 0  | 1  | 1  | 2       |
| 10.   | Chińskie Tajpej  | 0  | 0  | 3  | 3       |
| 11.   | Turkmenistan     | 0  | 0  | 2  | 2       |
| Razem | Razem            | 16 | 16 | 32 | 64      |

## Mężczyźni
| Waga    | Złoto:             | Srebro:                 | Brąz:                     | Brąz:                   |
| 60 kg   | Tatsuaki Egusa     | Ajdyn Smagułow          | Hyun Seung-hoon           | Dordżpalamyn Narmandach |
| 66 kg   | Yukimasa Nakamura  | Kim Hyung-ju            | Pürewdordżijn Njamlchagwa | Mansur Jumayev          |
| 73 kg   | Kenzō Nakamura     | Aschat Szacharow        | Seo Yoon-seok             | Andrey Shturbabin       |
| 81 kg   | Kazem Sarichani    | Ruslan Seilkhanov       | Makoto Takimoto           | Cend-Ajuuszijn Oczirbat |
| 90 kg   | Yoon Dong-sik      | Kamol Murodov           | Xu Zhiming                | Masatoshi Tobitsuka     |
| 100 kg  | Park Sung-keun     | Tomokazu Inoue          | Armen Bagdasarov          | Yen Kuo-che             |
| +100 kg | Yasuyuki Muneta    | Wiaczesław Bierduta     | Kang Eui-kei              | Sejjed Mahmudreza Miran |
| open    | Tatsuhiro Muramoto | Sejjed Mahmudreza Miran | Jełdos Ichsangalijew      | Mijail Sokolov          |

## Kobiety
| Waga   | Złoto:         | Srebro:                 | Brąz:                | Brąz:            |
| 48 kg  | Atsuko Nagai   | Gao Lijuan              | Cha Hyon-hyang       | Galina Ataýewa   |
| 52 kg  | Yuko Isozaki   | Chen Bishan             | Kim Kyung-ok         | Shih Pei-chun    |
| 57 kg  | Kie Kusakabe   | Chiszigbatyn Erdenet-Od | Shen Jun             | Ri Myong-hwa     |
| 63 kg  | Jung Sung-sook | Ji Kyong-sun            | Olga Artamonova      | Keiko Maeda      |
| 70 kg  | Masae Ueno     | Dordżgotowyn Cerenchand | Cho Min-sun          | Liang Zhenxia    |
| 78 kg  | Yin Yufeng     | Mizuho Matsuzaki        | Sambuugijn Daszdulam | Nasiba Surkiýewa |
| +78 kg | Tong Wen       | Kim Seon-young          | Gulnara Kuszerbajewa | Mayumi Yamashita |
| open   | Sun Fuming     | Choi Sook-ie            | Midori Shintani      | Lee Hsiao-hung   |